# Graziano Battistini
Graziano Battistini (Pulica di Fosdinovo, Massa-Carrara, Toscana, 12 de maig de 1936 - Baccano di Arcola, 22 de gener de 1994) va ser un ciclista italià que fou professional entre 1959 i 1968.
En el seu palmarès destaquen una desena de victòries, entre elles dues etapes al Tour de França de 1960, cursa que finalitzà en segona posició de la classificació general, i dues més al Giro d'Itàlia, el 1962 i 1965.

## Palmarès
- 1960
  - 1r de la Copa Sabatini
  - 1r del Premi de Brianza
  - 1r del Premi de Borgomanero
  - 1r al Gran Premi Saice a Lugagnano
  - Vencedor de 2 etapes al Tour de França
- 1961
  - Vencedor d'una etapa del Gran Premio Ciclomotoristico
- 1962
  - Vencedor d'una etapa al Giro d'Itàlia
- 1965
  - Vencedor d'una etapa al Giro d'Itàlia

### Resultats al Tour de França
- 1960. 2n de la classificació general i vencedor de 2 etapes
- 1961. Abandona (11a etapa)
- 1962. No surt (1a etapa)
- 1963. 18è de la classificació general

### Resultats al Giro d'Itàlia
- 1959. 7è de la classificació general
- 1960. 20è de la classificació general
- 1961. 12è de la classificació general
- 1962. 8è de la classificació general i vencedor d'una etapa. Porta la màglia rosa durant 1 etapa
- 1963. 9è de la classificació general
- 1964. 18è de la classificació general
- 1965. 16è de la classificació general i vencedor d'una etapa
- 1966. 16è de la classificació general
- 1967. Abandona
- 1968. Abandona